# Cisèm
Cézens és un municipi francès situat al departament de Cantal i a la regió d'Alvèrnia-Roine-Alps. L'any 2007 tenia 260 habitants.

## Demografia

### Població
El 2007 la població de fet de Cézens era de 260 persones. Hi havia 108 famílies de les quals 36 eren unipersonals (24 homes vivint sols i 12 dones vivint soles), 28 parelles sense fills, 40 parelles amb fills i 4 famílies monoparentals amb fills.
La població ha evolucionat segons el següent gràfic:
Habitants censats

### Habitatges
El 2007 hi havia 176 habitatges, 109 eren l'habitatge principal de la família, 56 eren segones residències i 11 estaven desocupats. 166 eren cases i 10 eren apartaments. Dels 109 habitatges principals, 97 estaven ocupats pels seus propietaris, 8 estaven llogats i ocupats pels llogaters i 4 estaven cedits a títol gratuït; 3 tenien una cambra, 6 en tenien dues, 7 en tenien tres, 27 en tenien quatre i 66 en tenien cinc o més. 69 habitatges disposaven pel capbaix d'una plaça de pàrquing. A 49 habitatges hi havia un automòbil i a 45 n'hi havia dos o més.

### Piràmide de població
La piràmide de població per edats i sexe el 2009 era:
| Homes | Edats   | Dones |
| ----- | ------- | ----- |
| 0     | 95 o +  | 0     |
| 0     | 90 a 94 | 0     |
| 4     | 85 a 89 | 0     |
| 0     | 80 a 84 | 8     |
| 8     | 75 a 79 | 4     |
| 12    | 70 a 74 | 12    |
| 4     | 65 a 69 | 8     |
| 4     | 60 a 64 | 8     |
| 8     | 55 a 59 | 4     |
| 20    | 50 a 54 | 4     |
| 4     | 45 a 49 | 4     |
| 20    | 40 a 44 | 8     |
| 4     | 35 a 39 | 12    |
| 8     | 30 a 34 | 8     |
| 12    | 25 a 29 | 12    |
| 0     | 20 a 24 | 4     |
| 20    | 15 a 19 | 0     |
| 20    | 10 a 14 | 12    |
| 0     | 5 a 9   | 4     |
| 0     | 0 a 4   | 12    |

## Economia
El 2007 la població en edat de treballar era de 159 persones, 123 eren actives i 36 eren inactives. De les 123 persones actives 115 estaven ocupades (69 homes i 46 dones) i 8 estaven aturades (2 homes i 6 dones). De les 36 persones inactives 15 estaven jubilades, 9 estaven estudiant i 12 estaven classificades com a «altres inactius».

### Ingressos
El 2009 a Cézens hi havia 104 unitats fiscals que integraven 252 persones, la mediana anual d'ingressos fiscals per persona era de 11.690 €.

### Activitats econòmiques
Dels 6 establiments que hi havia el 2007, 1 era d'una empresa alimentària, 1 d'una empresa de construcció, 2 d'empreses d'hostatgeria i restauració, 1 d'una empresa immobiliària i 1 d'una entitat de l'administració pública.
Dels 3 establiments de servei als particulars que hi havia el 2009, 1 era una fusteria, 1 restaurant i 1 agència immobiliària.
L'any 2000 a Cézens hi havia 44 explotacions agrícoles que ocupaven un total de 3.360 hectàrees.

## Poblacions més properes
El següent diagrama mostra les poblacions més properes.